# 파주와동초등학교

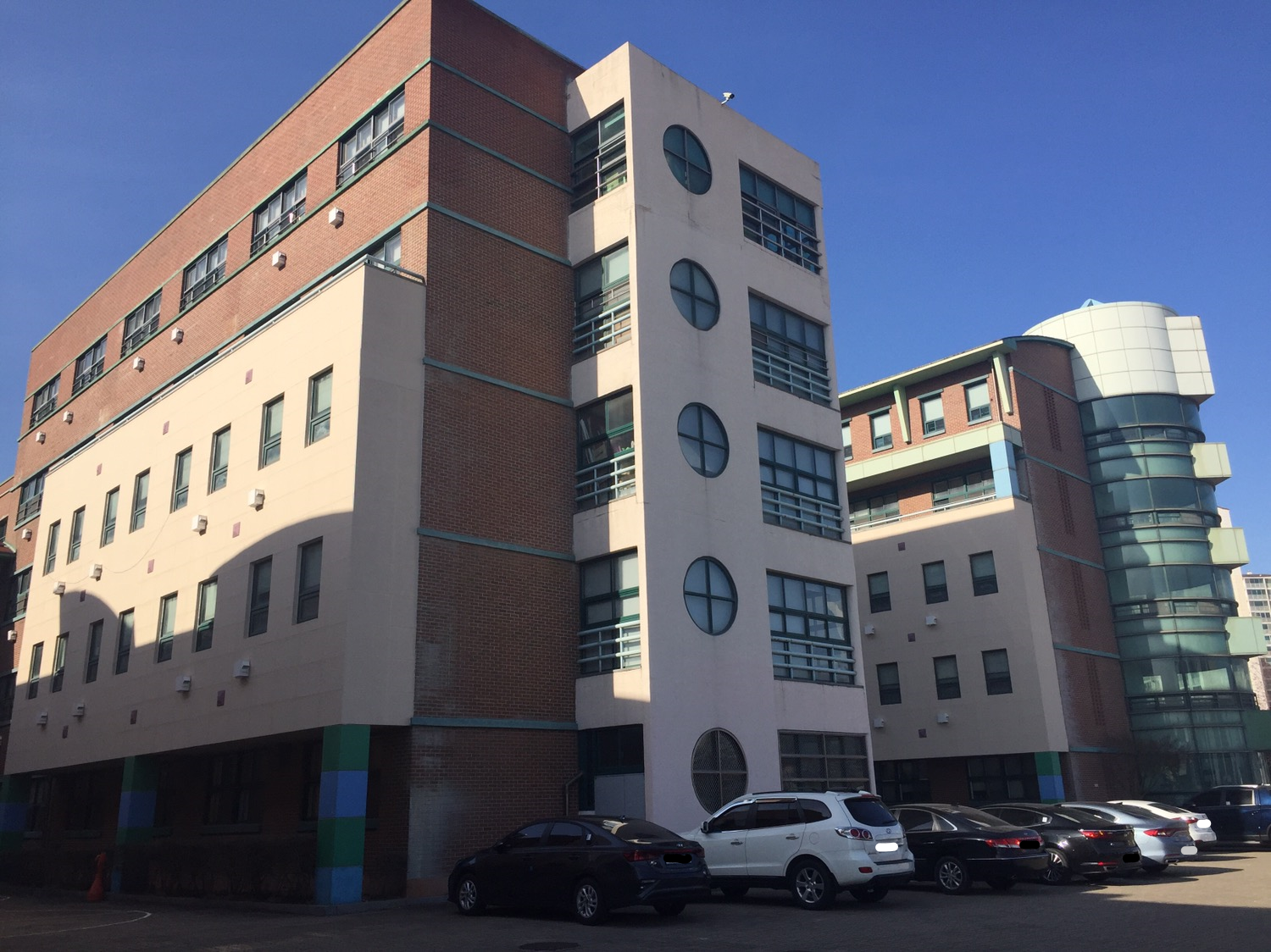
파주와동초등학교

파주와동초등학교는 대한민국 경기도 파주시에 있는 공립 초등학교이다.

## 학교 연혁
- 2001년 1월 14일 파주와동초등학교 설립인가
- 2002년 3월 1일 파주와동초등학교 개교(18학급 편성)
- 2002년 3월 1일 병설유치원 1학급 편성
- 2002년 3월 1일 초대 조길용 교장 취임
- 2003년 2월 19일 제1회 졸업식 (남33, 여32, 계 65명)
- 2003년 3월 1일 경기도교육청지정 신설학교 경영 시범학교 운영
- 2006년 3월 1일 제2대 윤철중 교장 부임
- 2007년 3월 1일 경기도교육청지정 방과후 시범학교 운영
- 2008년 12월 30일 경기도교육청 1교 1명품교육 인증
- 2009년 3월 1일 교육과학기술부 추천 교원능력개발평가 선도학교 지정 운영
- 2012년 3월 1일 제3대 안신웅 교장 부임
- 2015년 3월 2일 39학급편성(특수학급 1학급포함)
- 2015년 3월 2일 제4대 강수원 교장 부임

## 참고 자료
- 파주와동초등학교 - 한국교육학술정보원 학교알리미